# 宮崎県道・鹿児島県道1号小林えびの高原牧園線
宮崎県道・鹿児島県道1号小林えびの高原牧園線（みやざきけんどう・かごしまけんどう1ごう こばやしえびのこうげんまきぞのせん）は、宮崎県小林市から鹿児島県霧島市に至る県道（主要地方道）である。

## 概要
宮崎県小林市細野から鹿児島県霧島市牧園町高千穂に至る。
九州南部の霧島錦江湾国立公園にある霧島火山群を通り抜ける宮崎県道および、鹿児島県道の路線で主要地方道にも指定されている。かつてはえびの高原を境として、鹿児島県側を霧島道路あるいは霧島スカイライン、宮崎県側はえびのスカイラインとよばれる有料道路であったが、1985年（昭和60年）に無料開放した。沿道にえびの高原、韓国岳（からくにだけ）、不動池、大浪池、霧島温泉郷などがあり、山間部では10月下旬から11月下旬にかけて紅葉が見頃となる。鹿児島県側の硫黄谷付近は急カーブの多い峠道が続く。また、この付近には道路近傍から熱水や熱気が噴出する箇所があり、噴気による視界悪化や火山性ガスについて注意喚起が行われている。えびの高原付近では硫黄山の火口から1 km以内を通過するため、硫黄山の噴火警戒レベルが2（火口周辺規制）以上になると通行止めになる。冬期は凍結によるチェーン規制が行われる場合がある。

### 路線データ
- 起点：宮崎県小林市細野（西町交差点、国道221号交点）
- 終点：鹿児島県霧島市牧園町高千穂（霧島温泉丸尾交差点、国道223号交点）
- 主な経由地：宮崎県えびの市
- 総延長
  - 宮崎県管内：24.225 km[2]
  - 鹿児島県管内：??.? km

## 歴史
宮崎県内の区間は県道小林韓国岳線あるいは北霧島道路と呼ばれ、1954年（昭和29年）1月15日に工事が始まった。建設にあたって当時の国会議員瀬戸山三男の尽力があったといわれている。志多組、九鉄工業、坂下組が工事にあたり1958年（昭和33年）7月25日に竣工した。総延長は13.694 kmあり当初は砕石道であった。この区間の開通を契機としてえびの高原の観光地としての整備が進展することになった。

### 年表
- 1957年（昭和32年）11月21日 - 現在の本路線と鹿児島県道・宮崎県道104号霧島公園小林線の一部（牧園町高千穂から霧島村田口）が南霧島道路として供用開始[4]。
- 1958年（昭和33年）8月20日 - 一部区間（小林市大字南西方から飯野町大字末永）が北霧島道路として供用開始[5]。
- 1961年（昭和36年）10月28日 - 残区間が供用開始。名称を霧島道路に改める[6]。
- 1965年（昭和40年)
  - 7月16日 - 宮崎県が「宮崎県告示第610号」により路線認定[7]。
  - 12月1日 - 鹿児島県が「鹿児島県告示1213号の2」により路線認定し、路線名を「小林えびの牧園線」とした[8]。
- 1972年（昭和47年）
  - 3月24日 - 鹿児島県が「小林えびの高原牧園線」に改称（鹿児島県告示295号）[8]。
  - 11月21日 - 宮崎県も同様に改称（宮崎県告示第1141号）[7]。
- 1985年（昭和60年）12月1日 - 日本道路公団が小林市大字南西方字環野から鹿児島県姶良郡霧島町間の30.1 kmを無料開放した。
- 1993年（平成5年）5月11日 - 建設省から、県道小林えびの高原牧園線が小林えびの高原牧園線として主要地方道に指定される[9]。
- 2016年（平成28年）12月 - 霧島山（えびの高原（硫黄山）周辺）の火口周辺警報がレベル1から2に引上げられたことに伴い、約1か月間一部区間が通行止めとなる[10][11][12]。
- 2022年（令和4年）11月26日 - 硫黄山の噴火活動の影響で2018年（平成30年）2月以降一部区間が通行止めとなっていたが、条件付きで通行止めが解除された[13]。

## 路線状況

### 通称
カッコ内は重複区間
- えびのスカイライン（小林I.C入口交差点 - 霧島温泉丸尾交差点）[14]
- 霧島高原道路（小林I.C入口交差点 - 霧島温泉丸尾交差点）[注釈 2]
- かごしまロマン街道

### 重複区間
- 宮崎県道53号京町小林線（宮崎県小林市細野・南町交差点 - 小林市南西方・生駒高原入口交差点）

### 道路施設

#### 橋梁
- 宮崎県
  - 孝の子橋（辻の堂川、小林市）
  - 出の山橋（宮崎自動車道、小林市）
  - 生駒橋（巣の浦川、小林市）
- 鹿児島県
  - 硫黄橋（中津川、霧島市）
  - 夕霧橋（中津川、霧島市）
  - 明礬橋（中津川、霧島市）
  - 栄之尾橋（霧島市）

## 地理

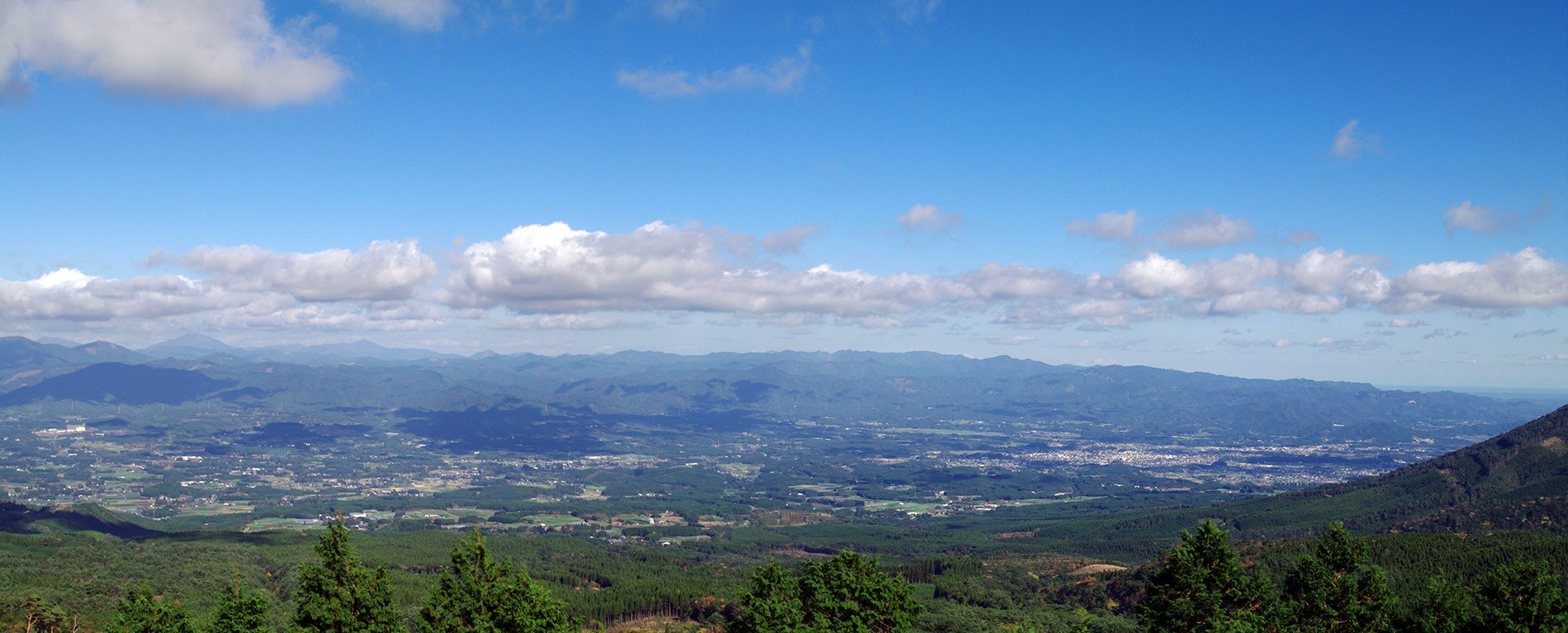
えびの高原北展望から望むえびの市・小林市

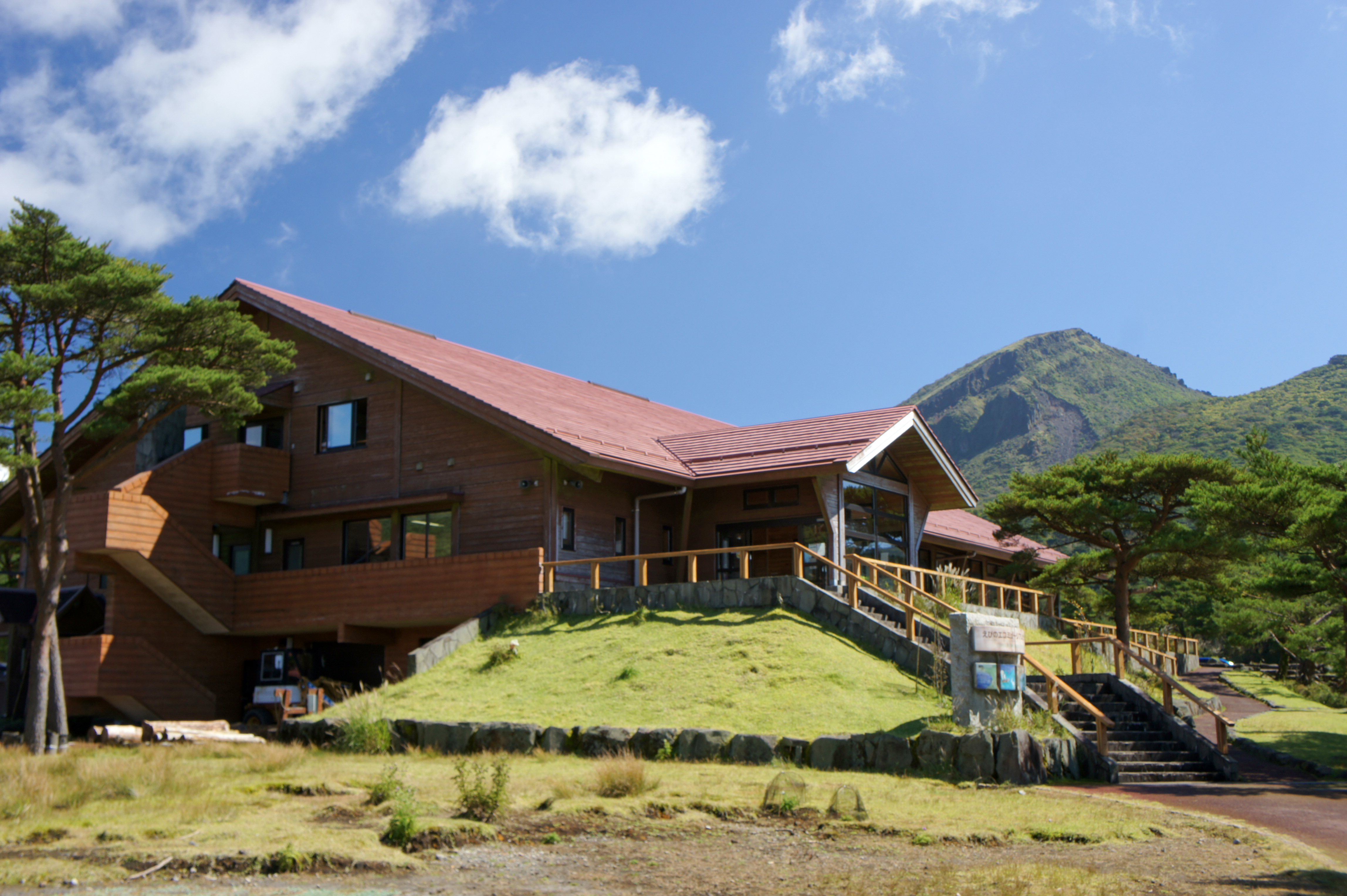
えびのエコミュージアムセンター

宮崎県と鹿児島県にまたがる霧島連山最高峰の韓国岳（標高1,700 m）を望む道路沿線は、木々に囲まれた森林地帯や、草原が広がるえびの高原の風景が見られる。えびの高原から宮崎県側の不動池方面へ進んだところに、賽の河原とよばれる他の沿線風景とは異なる荒涼とした独特の風景が現れる。霧島は、坂本龍馬が新婚旅行で訪れた地としても知られた観光地である。

### 通過する自治体
- 宮崎県
  - 小林市
  - えびの市
- 鹿児島県
  - 霧島市

### 交差する道路
| 交差する道路                            | 都道府県名 | 市町村名 | 交差する場所 | 交差する場所               |
| --------------------------------------- | ---------- | -------- | ------------ | -------------------------- |
| 国道221号 国道268号 重複                | 宮崎県     | 小林市   | 細野         | 西町交差点 / 起点          |
| 宮崎県道53号京町小林線 重複区間起点     | 宮崎県     | 小林市   | 細野         | 南町交差点                 |
| 宮崎県道53号京町小林線 重複区間終点     | 宮崎県     | 小林市   | 細野         | 生駒高原入口交差点         |
| E10 宮崎自動車道                        | 宮崎県     | 小林市   | 南西方       | 小林I.C入口交差点 1 小林IC |
| 宮崎県道409号生駒高原北西方線           | 宮崎県     | 小林市   | 南西方       |                            |
| 宮崎県道30号えびの高原小田線            | 宮崎県     | えびの市 | 大字末永     |                            |
| 鹿児島県道・宮崎県道104号霧島公園小林線 | 鹿児島県   | 霧島市   | 牧園町高千穂 |                            |
| 国道223号                               | 鹿児島県   | 霧島市   | 牧園町高千穂 | 霧島温泉丸尾交差点 / 終点  |

### 交差する鉄道
- 吉都線（鉄道橋桁） - 愛称：えびの高原線

### 路線付近の標高

高低図（横軸は起点からの路線距離）

### 沿線
- 小林市立幸ヶ丘小学校
- 小林市立南小学校
- えびの高原温泉
- えびの高原屋外アイススケート場
- えびのエコミュージアムセンター
- えびの高原北展望
- 生駒高原
- 出の山公園
- 小林南町簡易郵便局
- 新湯温泉
- 明礬温泉
- 栄之尾温泉
- 足湯の駅えびの高原
- 林田温泉
- 硫黄谷温泉
- 丸尾温泉
- 霧島ホテル
- 霧島国際ホテル

## ギャラリー

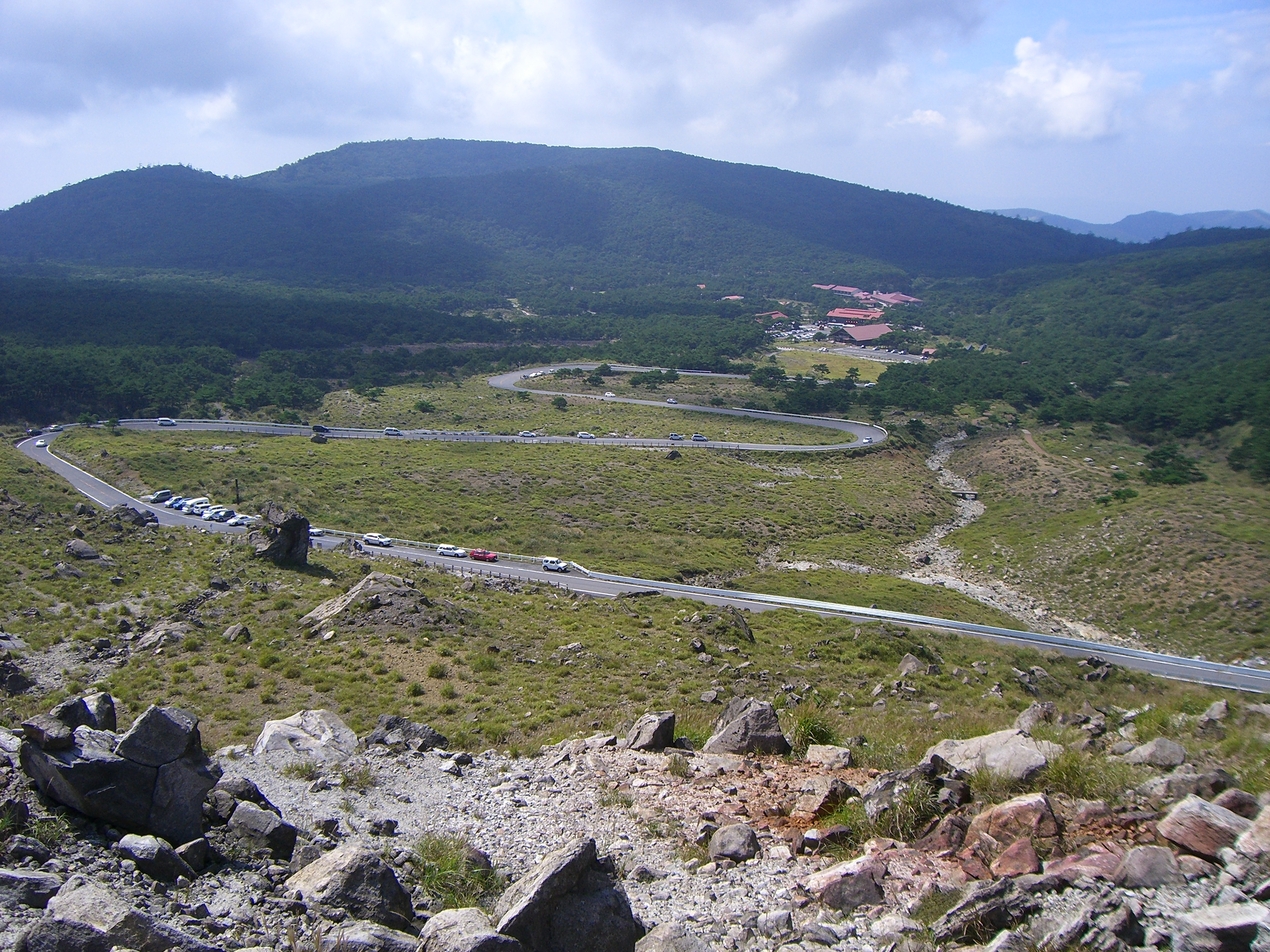
えびの高原付近
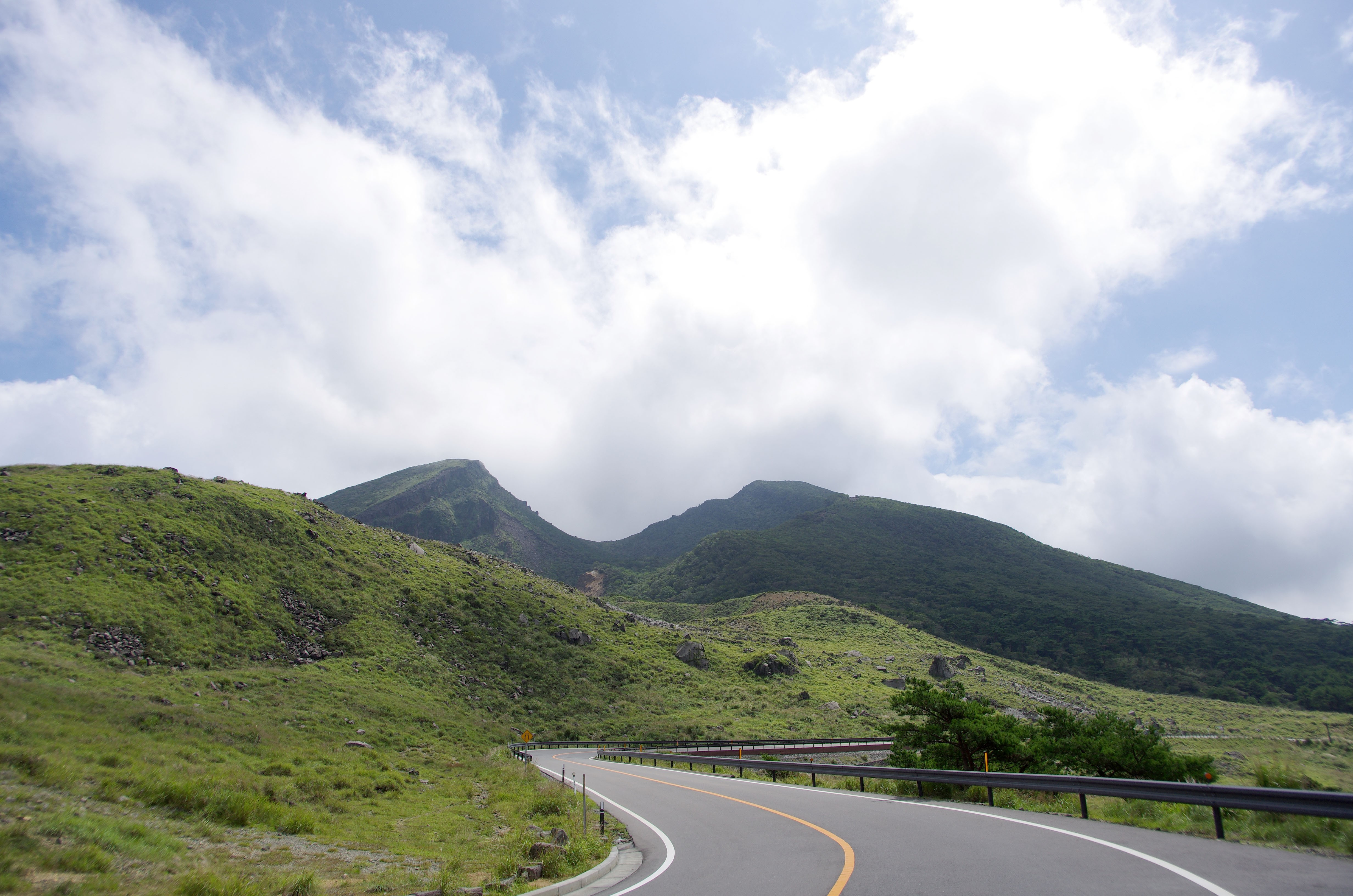
県道1号から望む韓国岳
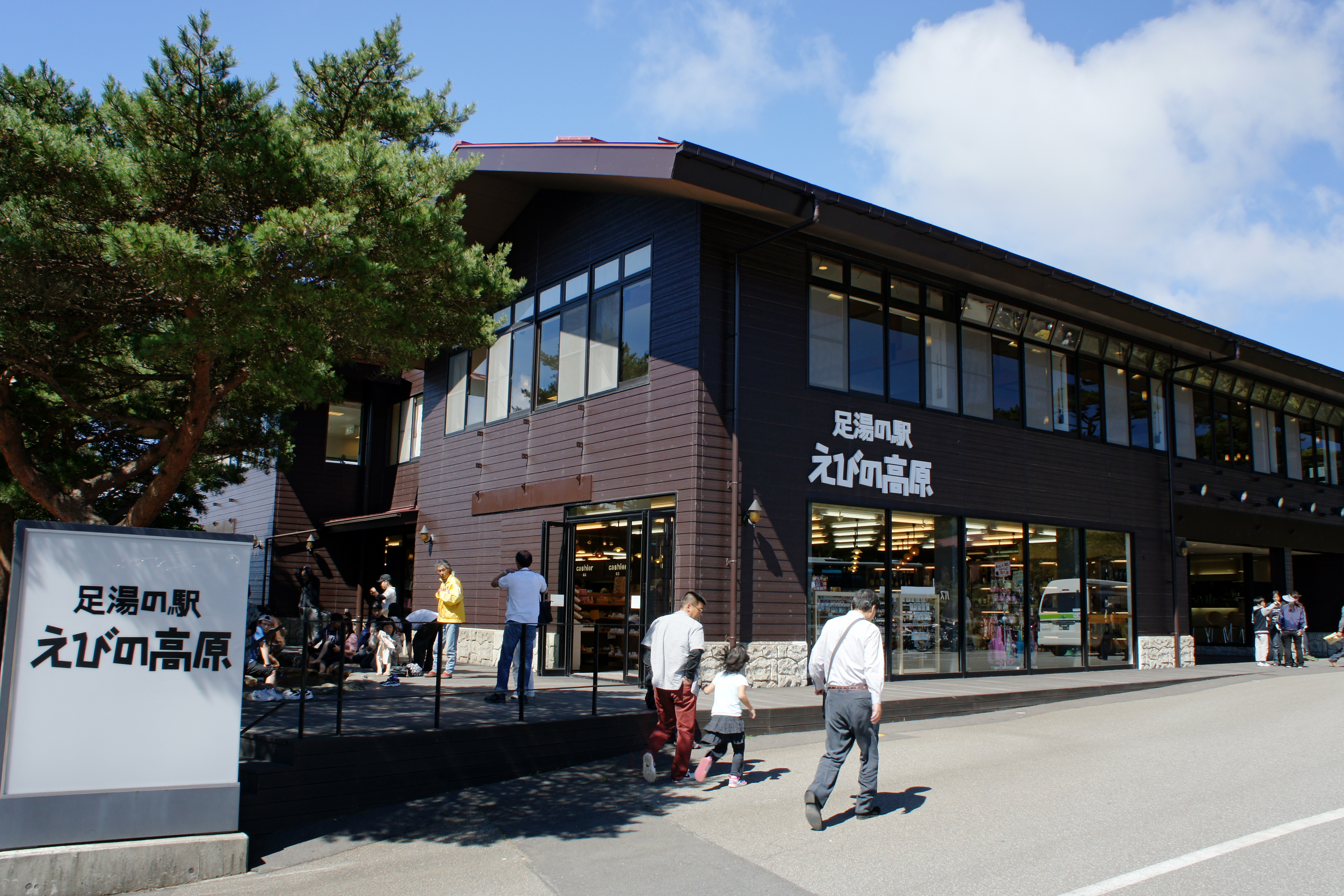
足湯の駅えびの高原
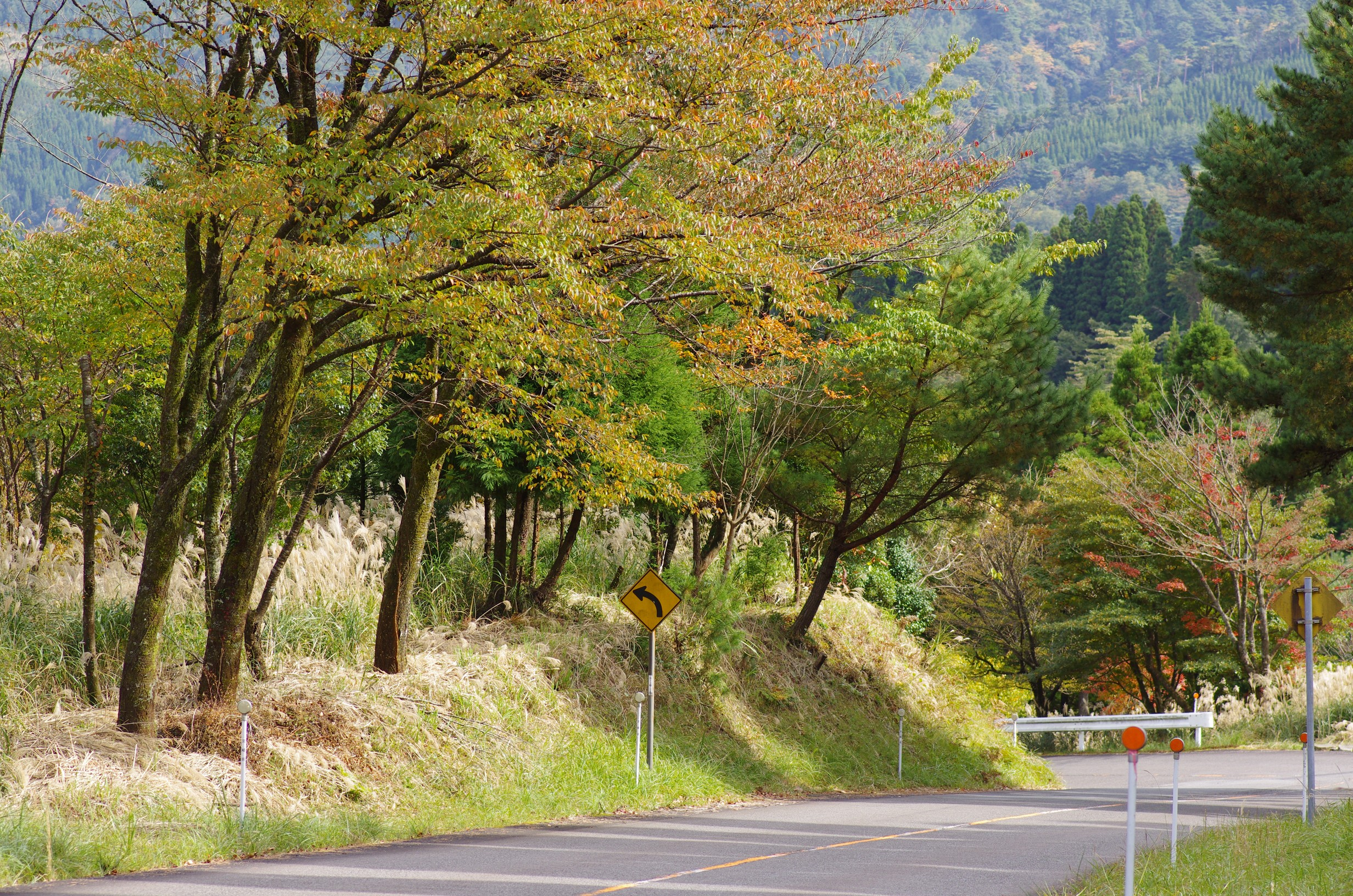
えびの市原田
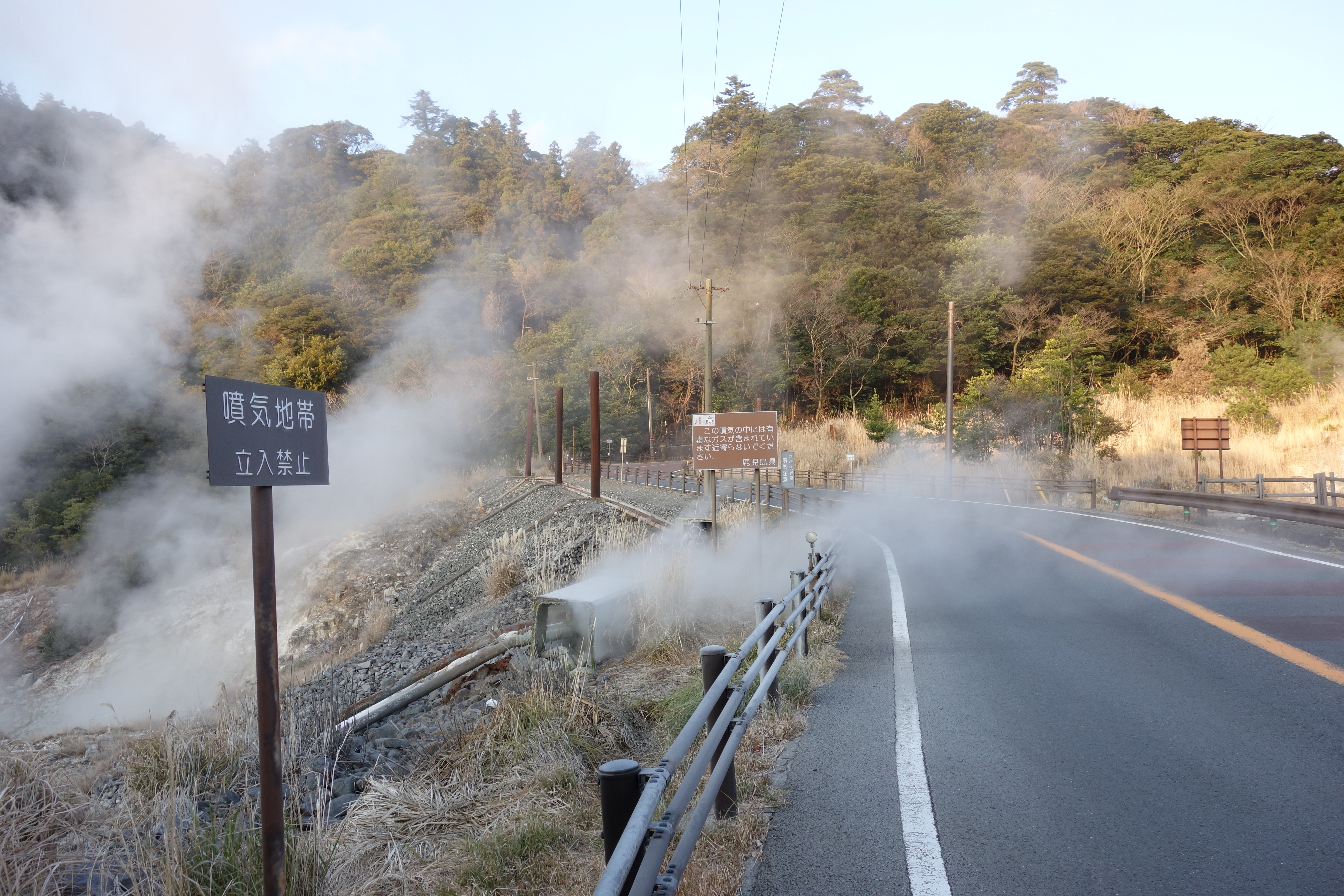
硫黄谷の噴気
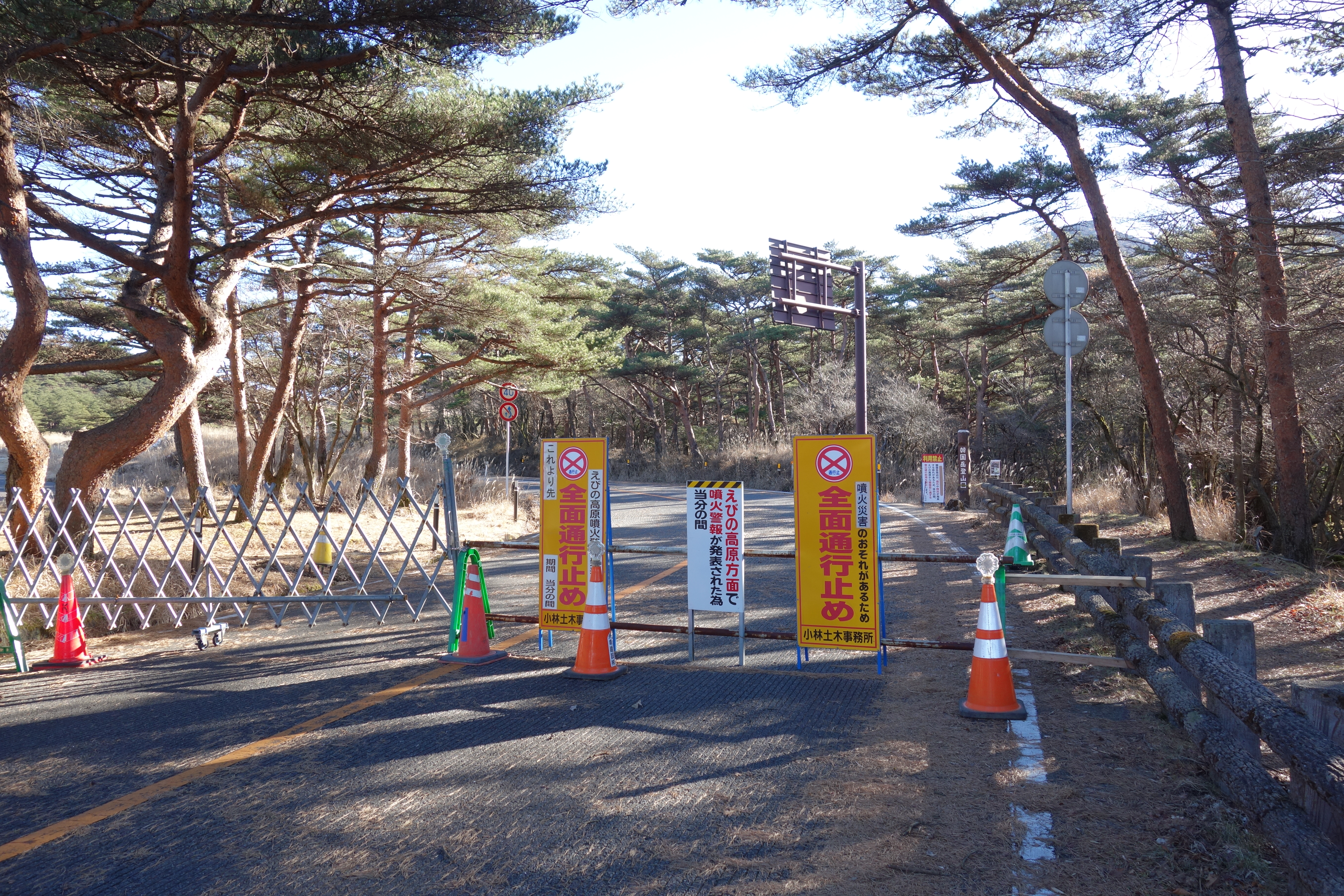
噴火警戒による通行止めの様子（2017年1月1日撮影）
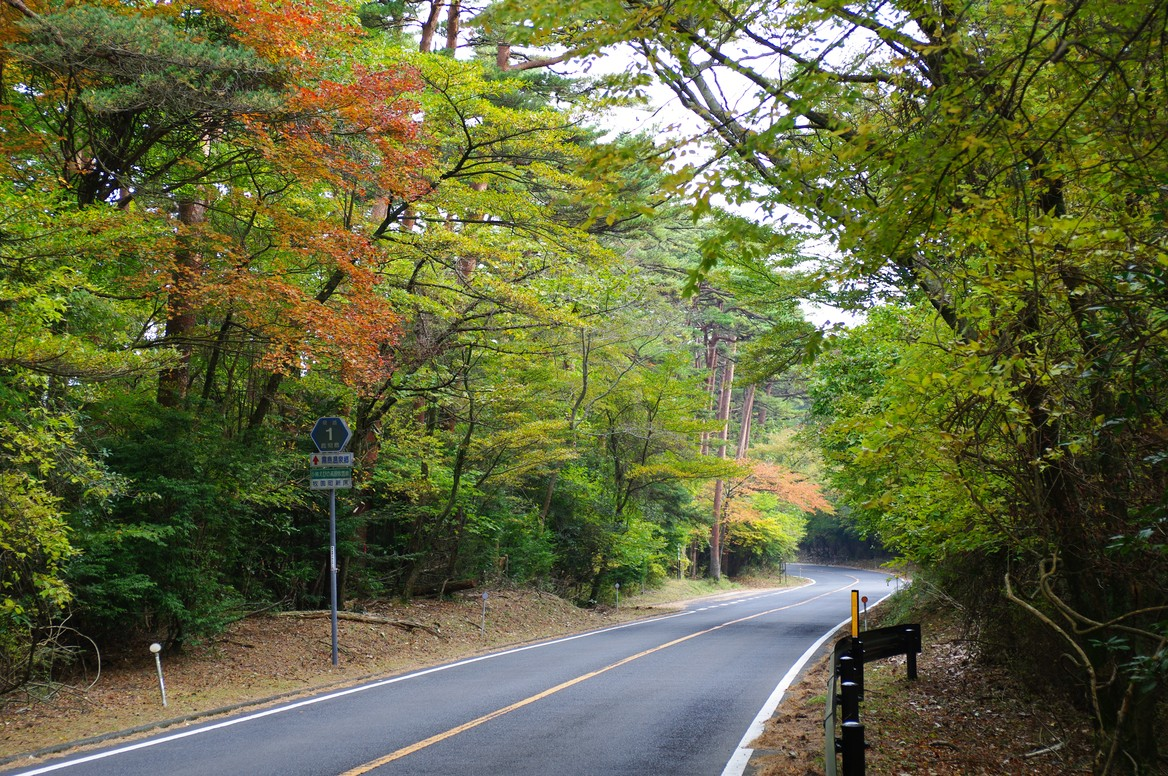
霧島市牧園町高千穂（新床地区）